# Isla Islandia
La isla Islandia, también llamada Venecia del Trapecio Amazónico, es una isla fluvial del río Yavarí cerca de su desembocadura en el río Amazonas en el Perú. Está ubicada cerca a la frontera con Brasil.

## Ubicación
La isla se encuentra en el distrito de Yavarí, provincia de Mariscal Ramón Castilla, en el área más al este del departamento de Loreto; la isla como tal no se encuentra lejana a las Tres Fronteras.

## Descripción
Islandia es un cuerpo de tierra del bosque de várzea la mayor parte del año, en su parte noreste se encuentra el poblado homónimo, su condición particular hizo que en los medios de Lima sea comparada con la ciudad italiana de Venecia. Se encuentra completamente dentro del río Yavarí, por el oeste y el sur limita con Brasil, en esta parte sureña el Yavarí separa a Islandia de la localidad brasileña de Benjamin Constant.
Por cuestiones de comercio, algunas poblaciones peruanas de origen amerindio se trasladaron a la parte sur de la isla, para estar más cerca de Benjamin Constant. La isla fue poblada por el gobierno peruano como parte de un proyecto llamado "fronteras vivas". Observadores brasileños de  Mundo  Amazónico describen a la isla de la siguiente manera:

Islandia, ubicada a menos de 500 metros en línea recta de Benjamin Constant, es en realidad una cuña peruana que tenemos clavada en el morro brasileño. Visitar Islandia, aunque sea por unas horas, significa comprobar y ser una vez más consciente de que la peruanidad debe cultivarse con más vehemencia. Que los esfuerzos que se están realizando para apoyar a los peruanos que han decidido vivir en esta población, ubicada más lejos de la región de Loreto, merecen mucho más de lo que se ha hecho hasta ahora. Debemos apreciar en su exacta dimensión la valiosa decisión de aquellos peruanos que viven en Islandia, decisión que trae consigo una serie de problemas y necesidades que no son fáciles de resolver, además de estar en gran parte fuera de la metrópoli regional, los servicios públicos, la salud y la educación son deficientes, la comunicación rápida es casi nula y la permanencia de los profesionales que colaboran con el desarrollo de esta área es prácticamente nula. Y a eso le sumamos que del otro lado del río está Benjamin Constant, una población brasileña que cuenta con todos los servicios públicos, incluida una antena parabólica en cada una de las casas, hay que admirar a todos aquellos que, sin embargo, siguen viviendo en Islandia.

Aunque la isla tiene una condición de vida muy pobre a comparación del lado brasileño, se comprobó que los ciudadanos de Benjamin Constant tienen un fuerte movimiento comercial con la zona sur de la isla peruana, llegando incluso los peruanos a brindarles la mayoría de productos de mercado.
Por el norte la isla tiene al Yavarí y por el este en frente tiene a la isla Bom Intento, que es compartida entre Brasil y Perú.

## Demografía
La isla está habitada principalmente por miembros de la Asociación Evangélica de la Misión Israelita del Nuevo Pacto Universal, un grupo etnorreligioso originario de los andes peruanos.